# Antoine Simon de Magny
Antoine Simon de Magny (né le 5 janvier 1653 à Chartres, mort le 26 février 1705) est un ecclésiastique qui fut évêque d'Oloron de 1704 à 1705.

## Biographie
Antoine Simon de Magny est le fils de Louis Simon, seigneur de Magny et de Françoise Le Noir. Il est doyen de la basilique Saint-Martin de Tours lorsqu'il est nommé évêque d'Oloron le 16 août 1704, puis confirmé  le 9 février 1705, mais il meurt le 26 du même mois sans avoir été consacré.

## Héraldique
- Armoiries : d'azur au chevron d'argent accompagné de trois canettes de même, deux en chef une en pointe.